# Jason Dohring
Jason William Dohring  (30 de marzo de 1982) es un actor estadounidense conocido por su papel como Logan Echolls en la serie estadounidense Veronica Mars (tanto en las temporadas emitidas entre 2004-2007, como en la película de 2014 y la temporada final emitida 2018).

## Biografía

### Vida
Jason Dohring nació el 30 de marzo de 1982 en Ohio, Estados Unidos. Criado según la cienciologia,[cita requerida] es el mayor de cinco hermanos. Curiosamente sus cuatro hermanos menores son gemelos idénticos dos a dos por lo que una agencia se fijó en ellos ya que es muy común contratar a gemelos idénticos para cubrir un papel infantil: si uno está cansado el otro puede ocupar su lugar. Así los cinco hermanos fueron contratados por la agencia lo que hizo que su carrera como actor comenzara a muy temprana edad. Aunque con el paso del tiempo Jason ha sido el único que ha conseguido cierta popularidad y una sólida carrera.
En 2004, contrajo matrimonio con Lauren Kutner, una pintora americana perteneciente a su misma fe. Es gran amigo de José Casaban, conocido por sus grandes estudios en la química.

### Carrera
Su carrera comenzó haciendo spots publicitarios hasta que empezó a aparecer en series como JAG, Roswell, Boston Public o Caso abierto entre muchas otras. Pero su popularidad creció al conseguir el papel de Logan Echolls en la serie llamada Veronica Mars, donde de a poco fue adquiriendo más protagonismo en la trama y a convertirse en uno de los personajes favoritos y vitales de la serie,[cita requerida] sobre todo a partir de la segunda temporada hasta la tercera en la cual tienen un desenlace el cual no es de mucho agrado para los fans.
A partir de la cancelación de la serie "Veronica Mars" por parte de the CW, pasó a formar parte del reparto de Moonlight, interpretando al vampiro Josef Konstantin.

## Filmografía

### Películas
| Año  | Película                  | Papel                | Notas            |
| ---- | ------------------------- | -------------------- | ---------------- |
| 1994 | Someone She Knows         | Billy                | TV movie.        |
| 1994 | Prehysteria!2             | Roughneck #2         | Direct to Video. |
| 1995 | Journey                   | Cooper McDougall     | TV movie.        |
| 1998 | Deep Impact               | Jason                |                  |
| 2000 | Ready to Run              | B. Moody             |                  |
| 2001 | Train Quest               | Joseph               |                  |
| 2003 | Black Cadillac            | Robby                |                  |
| 2004 | Wedding Daze              | Font (sin acreditar) | TV movie.        |
| 2007 | The Deep Below            | Will Taylor          |                  |
| 2008 | Struck                    |                      | Cortometraje     |
| 2010 | Searching for Sonny       | Elliot Knight        | En producción    |
| 2014 | Veronica Mars la película | Logan Echolls        |                  |
| 2015 | The Squeeze               | Aaron Bolt           |                  |
| 2019 | You Are Here              | Glen                 |                  |
| 2021 | Violet                    | Harry White          |                  |

### Televisión
| Año       | Título                         | Papel                         | Notas                                                                           |
| --------- | ------------------------------ | ----------------------------- | ------------------------------------------------------------------------------- |
| 1995      | Baywatch                       | Isaac Klein                   | "Face of Fear"                                                                  |
| 1996      | Picket Fences                  |                               | "Winner Takes All"                                                              |
| 1996      | Mr. Rhodes                     | Jared                         | "Pilot"                                                                         |
| 1999      | 100 Deeds for Eddie McDowd     | Human Eddie McDowd            | "Tagged"                                                                        |
| 2000      | Once and Again                 | Coop                          | "Sneaky Feelings"                                                               |
| 2001      | Roswell                        | Jerry                         | "Cry Your Name"                                                                 |
| 2001      | The Parkers                    | Nerdy Guy                     | "Take the Cookies and Run"                                                      |
| 2002      | JAG                            | James Oliphant                | "Code of Conduct"                                                               |
| 2002      | Boston Public                  | Ian Bridgeman                 | "Chapter Forty-Six"                                                             |
| 2003      | Boston Public                  | Ian Bridgeman                 | "Chapter Fifty-Eight"                                                           |
| 2004      | Judging Amy                    | Simon Hadlock                 | "Werewolves of Hartford"                                                        |
| 2004      | Caso abierto                   | Dominic LaSalle               | "The Plan"                                                                      |
| 2004      | The Division                   | Wes                           | "Zero Tolerance Parts 1 & 2"                                                    |
| 2004–2007 | Veronica Mars                  | Logan Echolls                 | Series Regular (Temporadas 1, 2 y 3)                                            |
| 2007–2008 | Moonlight                      | Josef Kostan                  | 16 episodes.                                                                    |
| 2009      | Party Down                     | Greg                          | "California College Conservatives Union Caucus"                                 |
| 2009      | Washingtonienne                | Spencer                       | "Pilot"                                                                         |
| 2009      | CSI: Crime Scene Investigation | Danny Nagano                  | "Long Ball"                                                                     |
| 2009      | Body Politic                   | Charlie                       | unaired pilot                                                                   |
| 2010      | Lie to Me                      | Martin Walker                 | "Beat the Devil"                                                                |
| 2011      | Ringer                         | Mr. Carpenter                 | "The Poor Kids Do It Everyday"                                                  |
| 2012      | Supernatural                   | Chronos                       | "Time After Time"                                                               |
| 2015      | The Messengers                 | Jeff Fairburn                 | Personaje recurrente                                                            |
| 2015      | The Originals                  | Will Kinney                   | Personaje recurrente                                                            |
| 2017      | iZombie                        | Chase Graves                  | Personaje Secundario (tercera temporada),personaje principal (cuarta temporada) |
| 2019      | Veronica Mars                  | Logan Echolls                 | Personaje principal (Temporada 4)                                               |
| 2020      | All Rise                       | Sgt. Scott Cable              | "My Fair Lockdown"                                                              |
| 2021      | SEAL Team                      | Lieutenant Commander Whinshaw |                                                                                 |

### Videojuegos
| Año  | Título                        | Papel | Notas |
| ---- | ----------------------------- | ----- | ----- |
| 2010 | Kingdom Hearts Birth by Sleep | Terra |       |